# Gone (Entwine)
Gone è il secondo album pubblicato dalla band finlandese gothic metal Entwine.

## Tracce
1. Losing the Ground
2. Snow White Suicide
3. Closer (My Love)
4. New Dawn
5. Grace
6. Silence is Killing me
7. Thru the Darkness
8. Blood of Your Soul

## Formazione
- Mika Tauriainen: voce
- Tom Mikkola: chitarra
- Jaani Kähkönen: chitarra
- Riitta Heikkonen: tastiere, voce
- Joni Miettinen: basso
- Aksu Hanttu: batteria